# Mårten Strömquist
Lars Mårten Strömquist, född 9 september 1949 i Kalmar, död 16 maj 2012 i Malmö, var en svensk konstnär. Han studerade vid Målarskolan Forum i Malmö 1970–1971 samt debuterade på Regionmuseet i Kristianstad 1979.
Strömquist var enligt "Bild och upphovsrätt i Sverige" (BUS)  representerad med drygt 80 verk i offentliga samlingar bland annat i Ystads konstmuseum, Kristianstads museum, Malmö museum samt hos Statens Konstråd.
Strömquist verkade som studieledare vid Konstskolan i Kristianstad 1998–2004. Mellan åren 1997 och 2012 har han utvecklat workshopar och seminarier i formlära och grafisk form bland annat på Linköpings och Växjö universitet samt högskolorna i Malmö, Kristianstad och Karlskrona.
Han har ställt ut på Borås konstmuseum och Ystad, på Liljevalchs konsthall, Konstnärshuset i Stockholm, Kongens Have i Köpenhamn, WG Expozaal  & Hotel De Filosoof i Amsterdam, Koppischstrasse 1 i Kreutzberg, Berlin och "Le socle de l'Arche de la Défense" i Paris. Strömquist är begravd på Sankt Pauli mellersta kyrkogård i Malmö.